# Orljak
Orljak (bulgariska: Орляк) är ett distrikt i Bulgarien.   Det ligger i kommunen obsjtina Tervel och regionen Dobritj, i den nordöstra delen av landet, 300 km öster om huvudstaden Sofia.
Trakten runt Orljak består till största delen av jordbruksmark. Runt Orljak är det ganska glesbefolkat, med 30 invånare per kvadratkilometer.